# Werner Paravicini

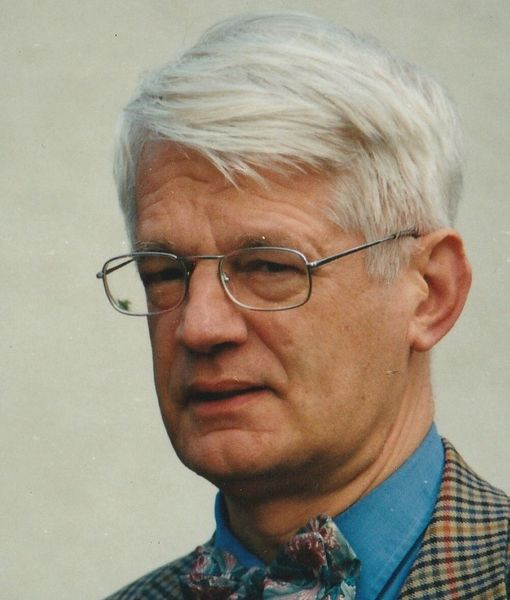
Werner Paravicini, aufgenommen von Werner Maleczek auf einer Reichenau-Tagung des Konstanzer Arbeitskreises für mittelalterliche Geschichte im Oktober 1999

Werner Ludwig Thilo Paravicini (* 25. Oktober 1942 in Berlin) ist ein deutscher Historiker. 
Paravicini lehrte von 1984 bis 1993 als Professor für Mittlere und Neuere Geschichte und Historische Hilfswissenschaften an der Universität Kiel. Er war von 1993 bis 2007 Direktor des Deutschen Historischen Instituts Paris. Paravicini gehört zu den wichtigsten Erforschern der burgundischen Geschichte und des mittelalterlichen Adels. Als Wissenschaftler bemühte er sich in besonderem Maße um die deutsch-französische und die europäische historische Wissenschaft. Seine Arbeiten haben den Hof als sozialen Ort der Ausübung von Repräsentation und Herrschaft in den Mittelpunkt der mediävistischen Forschung gerückt. Sein wissenschaftliches Hauptwerk ist die Darstellung der Preußenreisen des europäischen Adels.

## Leben
Werner Paravicini entstammt dem Adelsgeschlecht Paravicini, das ursprünglich im Veltlin in Norditalien angesiedelt war und nach dem Veltliner Mord 1620 aus Glaubensgründen in die Schweiz und von dort in die Kurpfalz umsiedelte. Er wurde als drittes Kind des Diplom-Ingenieurs Erich Paravicini (1903–1981) und dessen Frau Irmgard, geb. Heppe (1907–1987), in Berlin-Charlottenburg geboren. Von 1961 bis 1969 studierte er Geschichte und Romanistik an den Universitäten in Berlin (FU Berlin bei Wilhelm Berges), Göttingen (bei Hermann Heimpel), Freiburg (bei Karl Schmid und Joachim Wollasch), Löwen (bei Léopold Genicot) und Mannheim (bei Karl Ferdinand Werner). Im Jahr 1969 heiratete er die Historikerin Anke Ebel, die Tochter des Rechtshistorikers Wilhelm Ebel. Aus der Ehe gingen mit dem Designer Heinrich Paravicini, dem Musiker Friedrich Paravicini und dem Mathematiker Walther Paravicini drei Söhne hervor. Bei Karl Ferdinand Werner wurde er 1970 in Mannheim mit einer Dissertation über Guy de Brimeu und die adlige Führungsschicht des burgundischen Staates promoviert. Von 1969 bis 1984 war er als wissenschaftlicher Mitarbeiter am Deutschen Historischen Institut in Paris (DHIP) tätig. Paravicini betrieb seine Studien von Paris aus in engem Austausch mit der modernen französischen, englischen und niederländischen Adelsforschung, darunter mit Philippe Contamine, Maurice Keen, Malcolme Vale, Wim Blockmans und Johanna-Maria van Winter.
Bei Fritz Trautz habilitierte er sich 1982 in Mannheim über Die Preußenreisen. Eine Studie über die Lebensformen des europäischen Adels im 14. Jahrhundert. Nach einer Lehrstuhlvertretung für Erich Meuthen an der Universität zu Köln war er von 1984 bis 1993 als Nachfolger von Hartmut Boockmann Lehrstuhlinhaber für Mittlere und Neuere Geschichte und Historische Hilfswissenschaften an der Christian-Albrechts-Universität zu Kiel. Seit 2004 ist er dort als Honorarprofessor tätig. Von 1993 bis 2007 war er Direktor des Deutschen Historischen Instituts Paris (DHIP) im Hôtel Duret de Chevry, welches seit dem Jahre 2002 Teil der öffentlich-rechtlichen Stiftung „Deutsche Geisteswissenschaftliche Institute im Ausland“ (DGIA), dann Max-Weber-Stiftung ist.

## Forschungsschwerpunkte
Paravicini forscht vor allem zu Adel, Hof und Residenzen in Europa, den Herzögen von Burgund und den Königen von Frankreich, zur Hanse und dem Deutschen Orden im 14. und 15. Jahrhundert.
Von 1990 bis 2014 war er Vorsitzender der Residenzenkommission der Akademie der Wissenschaften zu Göttingen und gab in dieser Funktion die Reihe Residenzenforschung heraus. Zugleich war er Gründer und Leiter der Arbeitsstelle der Außenstelle Kiel der Residenzenkommission und war wesentlich an ihrem Aufbau beteiligt. Das Ziel der Residenzen-Kommission ist es „Grundlagen zu schaffen für die wissenschaftliche Beschäftigung mit den lange vernachlässigten Phänomenen der Höfe und Residenzen als neuen politischen, sozialen und kulturellen Zentren im Reich des späten Mittelalters“. Dabei werden Residenzen und Höfe im spätmittelalterlichen Reich (1200–1600) im europäischen Vergleich erforscht. Die Arbeit der Kommission konzentrierte sich vor allem auf das Projekt eines dreiteiligen Handbuchs der „Höfe und Residenzen im spätmittelalterlichen Reich“. Unter der Herausgeberschaft Paravicinis besorgten Publikation der ersten beiden Teilbände des dynastisch-topographischen Handbuchs Höfe und Residenzen im spätmittelalterlichen Reich wurden in rund 600 Artikeln die königlichen und fürstlichen Höfe vom Hochmittelalter bis zum Dreißigjährigen Krieg in einer bis dahin nicht gekannten Ausführlichkeit und Vollständigkeit erfasst. Behandelt werden von mehr als zweihundert Autoren vierzig Dynastien von den sächsischen Albertinern bis Württemberg, 31 Könige und Kaiser von Philipp von Schwaben bis zu Ferdinand III., die sieben Kurfürstentümer, 64 geistliche Reichsfürstentümer, 41 (gefürstete) Reichsprälaten, der Deutsche Orden, der Johanniterorden und 34 weltliche Reichsfürstentümer sowie 368 Residenzen (Residenzorte) von Ahaus und Altenburg über Cambrai bis nach Ziesar und Zweibrücken. Er sorgte dafür, dass alle zwei Jahre Symposien der Kommission von 1994 bis 2006 zusammen mit dem DHIP durchgeführt worden. Dies hatte zur Folge, dass französische Kollegen deutsche Residenzstädte und deutsche Kollegen kennen lernen konnten. Paravicini gehört der 2012 mit neuer Aufgabenstellung („Residenzstädte im Alten Reich, 1300–1800“) fortgeführten Kommission an.
Als Direktor des Deutschen Historischen Instituts Paris zeichnete er für deutsch-französische sowie internationale Historiker-Tagungen, die Vergabe von Forschungsstipendien, die Herausgabe von Schriftenreihen zur westeuropäischen Geschichte und der Zeitschrift Francia verantwortlich. Als Direktor nahm er zudem mit dem internationalen Projekt Prosopographia Burgundica das spätmittelalterliche Burgund in den Blickpunkt. Damit sollte die dokumentarische Grundlage der Beschäftigung Burgunds auf eine neue Quellengrundlage gestellt werden. Die Prosopographia Burgundica wurde 2003 als erste Publikation elektronisch veröffentlicht und im Herbst 2007 zu einem virtuellen Burgund-Portal erweitert. Im Oktober 2007 hat ein großes internationales Kolloquium zum Thema Der burgundische Hof und Europa die Forschungen gebündelt. Schon 1999 urteilte der Wissenschaftsrat, dass sich das Institut im Bereich der Burgundforschung zu einem europäischen Zentrum entwickelt habe. Außerdem brachte Paravicini gemeinsam mit Michael Werner die lang geplante Buchreihe Deutsch-französische Geschichte hervor.
Paravicini ist Experte für die Geschichte des westeuropäischen Spätmittelalters, insbesondere für Adel, Hof, Residenzen und Rittertum in Europa von 1200 bis 1600, mit besonderer Berücksichtigung des Reisens, der Hanse und Burgunds. Für seine Dissertation hat er Archivalien aus nicht weniger als 56 Archiven vor allem aus Belgien, Frankreich aber auch den Niederlanden zusammengetragen. Durch diese Forschungsleistung ist keine Person unterhalb des Fürstenstandes zu dieser Zeit so detailliert aufgearbeitet wie der Herr von Humbercourt. Zu Karl den Kühnen legte er 1976 eine Darstellung für ein breiteres Publikum vor. Die Darstellung wurde auch ins Ungarische und Tschechische übersetzt. Paravicini legte 1994 für die die Enzyklopädie deutscher Geschichte eine Überblicksdarstellung über die ritterlich-höfische Kultur des Mittelalters vor. Sein Erkenntnisziel ist „die geistige und praktische Lebensform einer bestimmten Oberschicht, nicht die Erklärung einer Epoche der deutschen Literaturgeschichte“. Im Dialog mit den kultur- und mentalitätsgeschichtlichen Ansätzen der französischen Forschung regte Paravicini ab den neunziger Jahren des 20. Jahrhunderts durch seine Arbeiten entscheidend dazu an, Wappen und Wappenrollen als historische Quellen in vielfältigen Kontexten zu behandeln. Er legte eine Edition der Aachener Wappenrolle vor.
Paravicini betrieb Reiseforschung. In seiner Habilitation, die 1982 in Mannheim angenommen wurde, befasste er sich mit den Preußenreisen des europäischen Adels (1320–1420). Das Werk war bereits 1989 bei seinem Erscheinen auf drei Bände angelegt. Er unternahm erstmals die Aufgabe, die weit verstreuten Quellen zu sammeln, einzuordnen und auszuwerten. Eine umfassende ältere Darstellung lag bislang nicht vor. Paravicini führt dies darauf zurück, „daß der internationale Charakter dieses Adelsphänomens par excellence der bürgerlichen Nationalgeschichtsschreibung, aber auch der Unterschichtenforschung nicht behagte“. Die Preußenfahrer stammten aus allen Schichten des Adels. Paravicini kommt zum Fazit: Nach Preußen fuhr „der Adel insgesamt von der höchsten bis zur niedersten Stufe“. Der zweite Teil zu Typologie, Ablauf und Finanzierung der Reisen erschien 1995. In seiner Analyse über die Kosten der Preußenreisen kommt er zum Fazit, dass diese „für alle Selbstzahler stets und immer ein ökonomisches Verlustgeschäft“ waren. Dazu wertete Paravicini mit den Reiserechnungen eine bis dahin wirtschafts- und finanzgeschichtlich wenig genutzte Quellensorte aus. Die Adligen kamen für den Kampf gegen die Heiden oder zum Feiern. Preußenreisen dienten somit der adligen Selbstdarstellung. Für das Jahr 1410 stellte er eine Zäsur bei den Preußenreisen fest. Die Reisen des preußischen Adels gingen fortan nach Portugal, Burgund und Frankreich. Der dritte Teil mit dem Haupttitel „Adlig leben im 14. Jahrhundert“ erschien erst 2020 und fragt, weshalb die europäischen Adligen nach Preußen zogen. Der vierte und letzte Band der Darstellung der Preußenreisen erschien Ende 2023 und erläutert deren Ende und was die Reisen ersetzte.
In den Jahren 1999 und 2000 fanden in Paris und in der Villa Vigoni zwei internationale Kolloquien statt, die sich mit den Formen, Entwicklungen und Funktionen der Reisen des europäischen Adels vom Spätmittelalter bis zum Ende des 18. Jahrhunderts befassten. Die insgesamt 35 Beiträge gab Paravicini zusammen mit Rainer Babel 2005 heraus. Erstmals wurden spätmittelalterliche Hofesreise und frühneuzeitliche Bildungsreise zusammengeführt. Anlässlich des 75. Geburtstages wurden 2017 mehrere von ihm veröffentlichte Aufsätze im Zusammenhang mit dem adeligen Reisen in einem Sammelband veröffentlicht.

## Ehrungen und Mitgliedschaften
Für seine Forschungen wurden Paravicini einige Ehrungen und Mitgliedschaften zugesprochen. Er ist unter anderem seit 1995 korrespondierendes Mitglied der Zentraldirektion der Monumenta Germaniae Historica, auswärtiges Mitglied der Académie des Inscriptions et Belles-Lettres in Paris (seit 2002) und der Académie Royale de Belgique in Brüssel (seit 1995), korrespondierendes Mitglied der Akademie der Wissenschaften zu Göttingen (seit 1993), Corresponding Fellow der Royal Historical Society in London und ordentliches Mitglied der Historischen Kommission der Bayerischen Akademie der Wissenschaften (seit 2002). Er ist Träger des Bundesverdienstkreuzes am Bande und des Ritterkreuzes des französischen Ordre national du Mérite.

## Schriften (Auswahl)
Monografien
- Guy de Brimeu. Der burgundische Staat und seine adlige Führungsschicht unter Karl dem Kühnen (= Pariser historische Studien. Bd. 12). Röhrscheid, Bonn 1975, ISBN 3-7928-0344-5 (Zugleich: Mannheim, Universität, Dissertation, 1970).
- Die Preußenreisen des europäischen Adels (= Beihefte der Francia. Bd. 17). 2 Bände. Thorbecke, Sigmaringen 1989–1995, ISBN 3-7995-7317-8 (Bd. 1), ISBN 3-7995-7348-8 (Bd. 2), (online: Teil 1; Teil 2).
  - Adlig leben im 14. Jahrhundert. Weshalb sie fuhren: Die Preußenreisen des europäischen Adels. Teil 3 (= Vestigia Prussica. Forschungen zur ost- und westpreußischen Landesgeschichte. Bd. 2). V&R unipress, Göttingen 2020, ISBN 978-3-8471-1128-3.
  - Verlust und Dauer. Weshalb sie nicht mehr fuhren und was an die Stelle trat: Die Preußenreisen des europäischen Adels Teil 4 (= Vestigia Prussica. Forschungen zur ost- und westpreußischen Landesgeschichte. Bd. 4). V&R unipress, Göttingen 2024, ISBN 978-3-8471-1656-1.
- Die ritterlich-höfische Kultur des Mittelalters (= Enzyklopädie deutscher Geschichte. Bd. 32). Oldenbourg, München 1994, ISBN 3-486-55008-X (3., um einen Nachtrag erweiterte Auflage. ebenda 2011, ISBN 978-3-486-70416-7).
- Die Wahrheit der Historiker. Oldenbourg, München 2010, ISBN 978-3-486-70105-0 (Rezension).
- Colleoni und Karl der Kühne (= Schriftenreihe des Deutschen Studienzentrums in Venedig. NF Bd. 12). Mit Karl Bittmanns Vortrag „Karl der Kühne und Colleoni“ aus dem Jahre 1957. Akademie Verlag, Berlin 2014, ISBN 978-3-11-034181-2.
- Montée, crise, réorientation. Pour une histoire de la famille de Croy au XVe siècle. Société pour le Progrès des Etudes Philologiques et Historiques, Brüssel 2021 (ebenfalls erschienen in: Revue belge de philologie et d'histoire Bd. 98, 2020, S. 149–355).

Aufsatzsammlungen
- Menschen am Hof der Herzöge von Burgund. Gesammelte Aufsätze. Herausgegeben von Klaus Krüger, Holger Kruse und Andreas Ranft. Thorbecke, Stuttgart 2002, ISBN 3-7995-7171-X.
- Edelleute und Kaufleute im Norden Europas. Herausgegeben von Jan Hirschbiegel, Andreas Ranft und Jörg Wettlaufer. Thorbecke, Ostfildern 2007, ISBN 978-3-7995-7172-2.
- Noblesse. Studien zum adeligen Leben im spätmittelalterlichen Europa. Herausgegeben von Ulf Christian Ewert, Andreas Ranft und Stephan Selzer. Thorbecke, Ostfildern 2012, ISBN 978-3-7995-0791-2.
- Ehrenvolle Abwesenheit. Studien zum adligen Reisen im späteren Mittelalter. Herausgegeben von Jan Hirschbiegel und Harm von Seggern. Redaktion Karolin Künzel, Lisa Leiber, Hauke Schneider, Eva-Maria Wessela. Thorbecke, Ostfildern 2017, ISBN 978-3-7995-1245-9.

Herausgeberschaften
- Hansekaufleute in Brügge. 6 Bände. Peter Lang, Frankfurt am Main u. a. 1992–2011;
  - Band 1: Klaus Krüger (Hrsg.): Die Brügger Steuerlisten 1360–1390 (= Kieler Werkstücke. Reihe D: Beiträge zur europäischen Geschichte des späten Mittelalters. Bd. 2). 1992, ISBN 3-631-44760-4;
  - Band 2: Georg Asmussen: Die Lübecker Flandernfahrer in der zweiten Hälfte des 14. Jahrhunderts. (1358–1408) (= Kieler Werkstücke. Reihe D: Beiträge zur europäischen Geschichte des späten Mittelalters. Bd. 9). 1999, ISBN 3-631-31938-X;
  - Band 3: Prosopographischer Katalog zu den Brügger Steuerlisten. (1360–1390) (= Kieler Werkstücke. Reihe D: Beiträge zur europäischen Geschichte des späten Mittelalters. Bd. 11). 1999, ISBN 3-631-34735-9;
  - Band 4: Nils Jörn, Werner Paravicini, Horst Wernicke (Hrsg.): Beiträge der internationalen Tagung in Brügge, April 1996 (= Kieler Werkstücke. Reihe D: Beiträge zur europäischen Geschichte des späten Mittelalters. Bd. 13). 2000, ISBN 3-631-35845-8;
  - Band 5: Renée Rößner: Hansische Memoria in Flandern. Alltagsleben und Totengedenken der Osterlinge in Brügge und Antwerpen (13. bis 16. Jahrhundert) (= Kieler Werkstücke. Reihe D: Beiträge zur europäischen Geschichte des späten Mittelalters. Bd. 15). 2001, ISBN 3-631-37491-7;
  - Band 6: Anke Greve: Hansische Kaufleute, Hosteliers und Herbergen im Brügge des 14. und 15. Jahrhunderts (= Kieler Werkstücke. Reihe D: Beiträge zur europäischen Geschichte des späten Mittelalters. Bd. 16). 2012, ISBN 978-3-631-60951-4.
- Europäische Reiseberichte des späten Mittelalters. Eine analytische Bibliographie. 3 Bände. Peter Lang, Frankfurt am Main 1994–2000;
  - Band 1: Christian Halm: Deutsche Reiseberichte (= Kieler Werkstücke. Reihe D: Beiträge zur europäischen Geschichte des späten Mittelalters. Bd. 5). 1994, ISBN 3-631-47130-0;
  - Band 2: Jörg Wettlaufer: Französische Reiseberichte (= Kieler Werkstücke. Reihe D: Beiträge zur europäischen Geschichte des späten Mittelalters. Bd. 12). 1999, ISBN 3-631-47685-X;
  - Band 3: Detlev Kraack, Jan Hirschbiegel: Niederländische Reiseberichte (= Kieler Werkstücke. Reihe D: Beiträge zur europäischen Geschichte des späten Mittelalters. Bd. 14). 2000, ISBN 3-631-47684-1.
- Comptes de l’Argentier de Charles le Téméraire, duc de Bourgogne (= Recueil des Historiens de la France. 10). 5 Bände in 6 Teilen. Boccard, Paris 2001–2014 (Digitalisat);
  - Band 1: Anke Greve, Émilie Lebailly: Année 1468. Le registre B 2068 des Archives Départementales du Nord. 2001, ISBN 2-87754-122-3;
  - Band 2: Anke Greve, Émilie Lebailly: Année 1469. Le registre CC 1924 des archives générales du Royaume, Bruxelles. 2002, ISBN 2-87754-137-1;
  - Band 3: Valérie Bessey, Véronique Flammang, Émilie Lebailly (Hrsg.): Année 1470. Teilband 1–2: Le registre CC 1925 des archives générales du Royaume, Bruxelles. 2008, ISBN 978-2-87754-198-5;
  - Band 4: Sébastien Hamel, Valérie Bessey (Hrsg.): Rôles mensuels et fragments des années 1471–1475 conservés aux Archives départementales du Nord, Lille. 2009, ISBN 978-2-87754-218-0;
  - Band 5: Valérie Bessey: Index général des matières des personnes et des lieux. 2014, ISBN 978-2-87754-295-1.
- Höfe und Residenzen im spätmittelalterlichen Reich (= Residenzenforschung. 15). Bearbeitet von Jan Hirschbiegel und Jörg Wettlaufer. 4 Bände in 7 Teilen. Thorbecke, Ostfildern 2003–2012 (Volltext);
  - Band 1: Ein dynastisch-topographisches Handbuch. Teilband 1: Dynastien und Höfe. 2003, ISBN 3-7995-4515-8;
  - Band 1: Ein dynastisch-topographisches Handbuch. Teilband 2: Residenzen. 2003, ISBN 3-7995-4515-8;
  - Band 2: Bilder und Begriffe. Teilband 1: Begriffe. 2005, ISBN 3-7995-4519-0;
  - Band 2: Bilder und Begriffe. Teilband 2: Bilder. 2005, ISBN 3-7995-4519-0;
  - Band 3: Hof und Schrift. 2007, ISBN 978-3-7995-4522-8;
  - Band 4: Grafen und Herren. Teilband 1–2. 2012, ISBN 978-3-7995-4525-9.